# Kleinbauernmuseum Reitzendorf

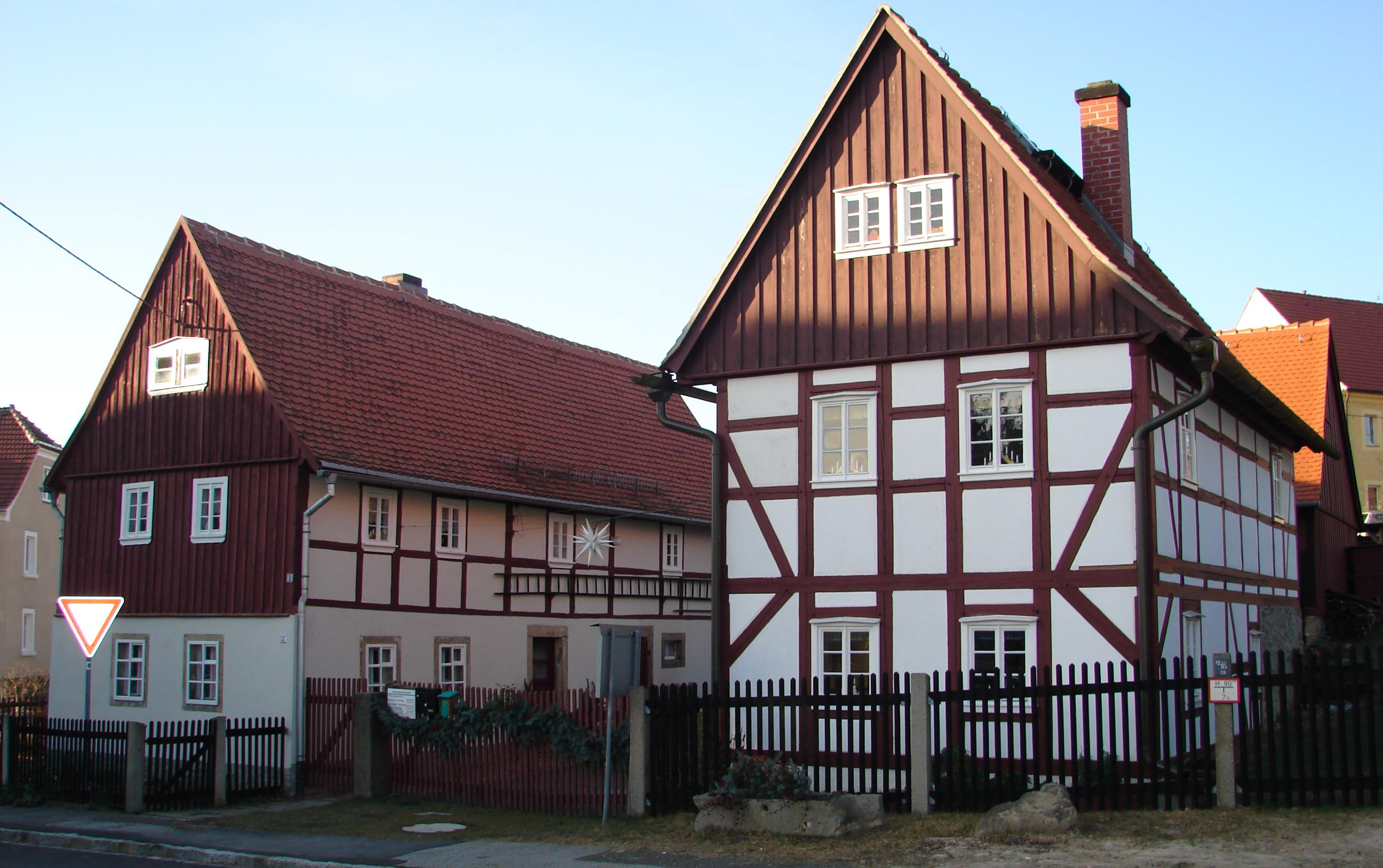
Kleinbauernmuseum Reitzendorf

Das Kleinbauernmuseum Reitzendorf ist ein vom örtlichen Heimatverein betriebenes Landwirtschaftsmuseum im Dresdner Ortsteil Reitzendorf.

## Lage
Das Museum liegt in Reitzendorf, einem 13 Kilometer östlich des Dresdner Stadtzentrums gelegenen Teil der Ortschaft Schönfeld-Weißig. Dieses mitten im Schönfelder Hochland gelegene Dorf wurde erst 1999 nach Dresden eingemeindet und erhielt sich im Gegensatz zu den Orten des nahen Elbtalkessels seinen dörflich-ländlichen Charakter bis heute.
In einem ortstypischen Bauernhof im Dorfkern an der Straße nach Schullwitz befindet sich das Kleinbauernmuseum. Dieser Dreiseithof besteht aus einem Wohnstallhaus, einem Auszugshaus und einer Scheune. Die im 19. Jahrhundert errichteten Gebäude stehen unter Denkmalschutz und sind dementsprechend in der Liste der Kulturdenkmale in Reitzendorf aufgeführt.

## Nutzung
Alle drei Gebäude sowie Hof und Garten werden museal, als Veranstaltungsort beziehungsweise als Sitz des das Museum betreibenden „Heimatvereins Schönfelder Hochland e. V.“ genutzt, insbesondere die Räume im Inneren. Dazu zählen in den beiden Geschossen des Wohnstallhauses unter anderem eine Wohnküche mit Backofen, eine Gute Stube, eine Schlafkammer, der Stall und die Scheune mit der Tenne.
Im Kleinbauernmuseum werden öffentliche und geschlossene Veranstaltungen durchgeführt, darunter Vereinstreffen, Lesungen, Festlichkeiten und verschiedene Projekte.

### Ausstellungen
Als Dauerausstellung konzipiert ist die im Original erhaltene Innenausstattung der Gebäude. Die einzelnen Räume wurden hierbei renoviert und anschließend authentisch und detailgetreu wieder eingerichtet. In ihnen findet sich eine reichhaltige Sammlung von Sachzeugen bäuerlicher Wohn- und Arbeitskultur aus einem Zeitraum von mehreren Jahrzehnten. Neben den alten Möbeln sind vorwiegend Gegenstände des alltäglichen Gebrauchs zu sehen. Viele der Geräte, landwirtschaftlichen Maschinen und Werkzeuge werden schon längst nicht mehr von Bauern genutzt, da sie durch modernere Dinge ersetzt wurden. Somit bietet die Ausstellung einen umfangreichen und guten Einblick in das Leben und die Wirtschaftsweise der früheren Kleinbauern. Den Grundstock dieser Sammlung bildet der Nachlass der letzten Bewohner des Hauses. Er wurde durch die private Sammlung des Heimatforschers Eberhard Pabst ergänzt. Hinzu kamen zahlreiche Sachspenden aus der Bevölkerung.
Im Rhythmus von drei Monaten werden im Auszugshaus Wechselausstellungen präsentiert, so zum Beispiel Fotoschauen zu bestimmten Themen oder Gemälde regionaler Künstler.
Ein gedruckter Museumsführer steht zur Verfügung, außerdem finden regelmäßig geführte Rundgänge statt.

## Geschichte
Die Gebäude des Kleinbauernmuseums selbst wurden noch bis in die DDR-Zeit als Bauernhof genutzt. Bis 1984 wohnte hier die Familie, deren zurückgelassener Hausrat ein wesentlicher Bestandteil der Sammlung ist. 
Im Jahre 1991 gründete sich der „Heimatverein Schönfelder Hochland e. V.“, zu dessen Zielen unter anderem die Bewahrung der lokalgeschichtlichen Eigenart des Schönfelder Hochlandes und die Pflege und Erforschung der Kulturgüter der Region gehören.
Im Jahre 1992 richtete der Verein das Kleinbauernmuseum ein und betreibt es seit dessen Eröffnung am 3. Oktober 1992. Das Museum wird gefördert durch das Kulturamt der Landeshauptstadt Dresden und die Ortschaft Schönfeld-Weißig.